# Kunstleria
Kunstleria D. Prain – rodzaj roślin z rodziny bobowatych (Fabaceae). Według The Plant List obejmuje co najmniej 8 gatunków. 

## Systematyka
Pozycja według APweb (aktualizowany system APG III z 2009)
Jeden z rodzajów plemienia Millettieae z podrodziny bobowatych właściwych (Faboideae) z rodziny bobowatych (Fabaceae) należącej do rzędu bobowców (Fabales) reprezentującego dwuliścienne właściwe.
Wykaz gatunków
| - Kunstleria curtisii Prain - Kunstleria forbesii Prain - Kunstleria geesinkii Ridd.-Num. & Kornet - Kunstleria keralensis C.N.Mohanan & N.C.Nair - Kunstleria kingii Prain - Kunstleria philippensis Merr. - Kunstleria ridleyi Prain - Kunstleria sarawakensis Ridd.-Num. & Kornet |